# 哈德姆 (康乃狄克州)
哈德姆（英語：Haddam）是一個位於美國康乃狄克州米德爾塞克斯縣的城鎮。

## 地理
哈德姆的座標為41°27′58″N 72°32′39″W / 41.46611°N 72.54417°W，而該地的平均海拔高度為98米（即322英尺）。

## 人口
根據2010年美國人口普查的數據，哈德姆的面積為120.00平方千米，當中陸地面積為114.00平方千米，而水域面積為6.00平方千米。當地共有人口7635人，而人口密度為每平方千米63.63人。